# Outlaw Anthems
Outlaw Anthems è il quarto album in studio del gruppo hardcore punk statunitense Blood for Blood, pubblicato nel 2002.

## Tracce
1. Post Card from the Edge – 3:13
2. Mother Dear – 1:49
3. Ain't Like You (Wasted Youth II) – 3:29
4. Dead End Street – 2:57
5. White Trash Anthem – 3:37
6. So Common, So Cheap – 2:54
7. Tear Out My Eyes – 1:43
8. Some Kind of Hate – 3:18
9. Love Song – 3:46
10. Bloodshed – 3:29
11. She's Still a Bitch (Called Hope) – 3:32